# Cozinha

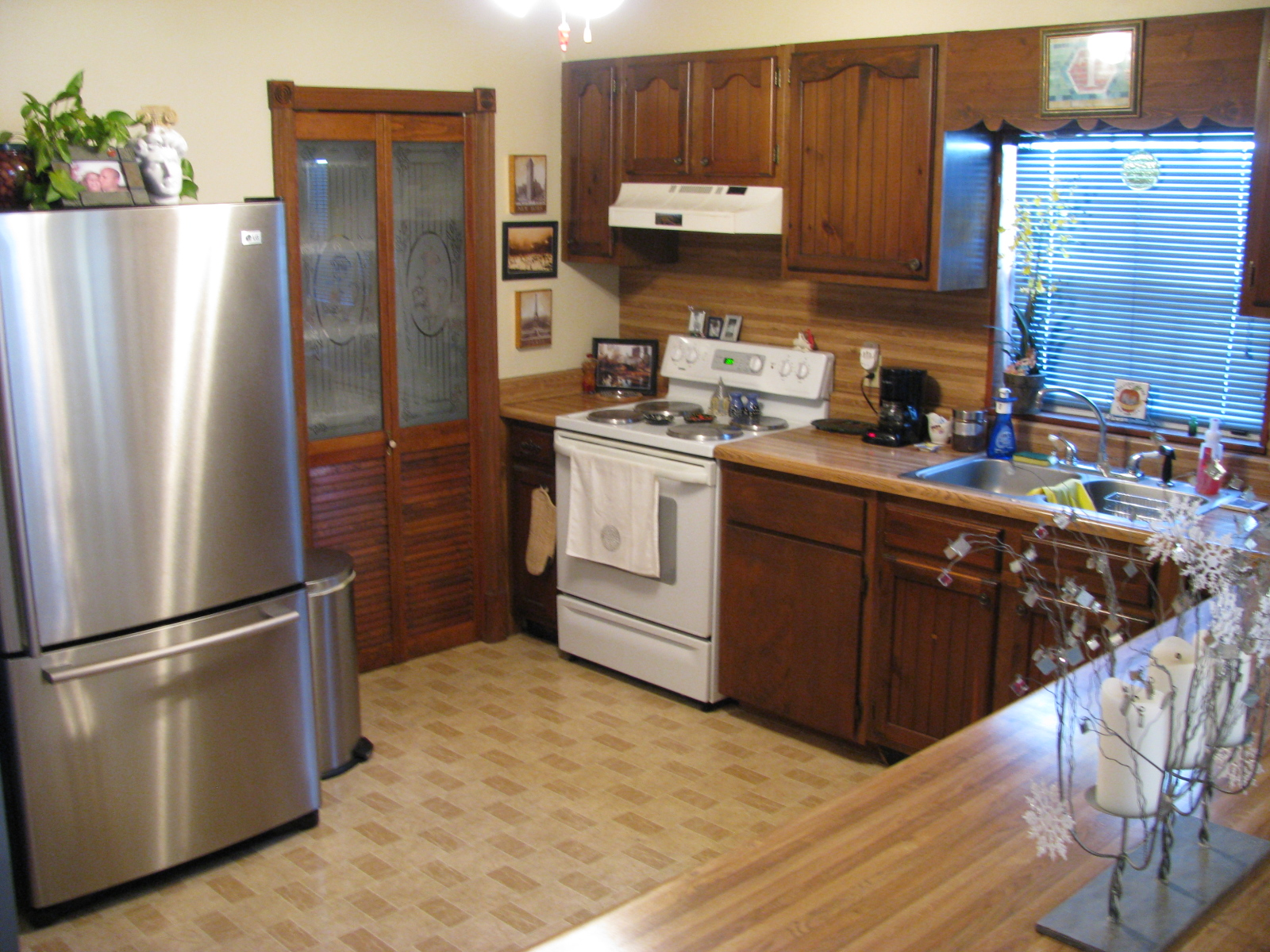
Típica cozinha.

A cozinha é uma divisão da casa especificamente usada para preparo da comida. Uma cozinha moderna é tipicamente equipada com um forno, forno de micro-ondas, placa, tem uma pia (também conhecida por lava-louças), com água na torneira para limpar a comida e lavar a louça. As cozinhas modernas quase sempre apresentam uma máquina de lavar louça, máquina de lavar e secar roupa, e frigorífico. Algumas instalações para armazenar comida sempre estão presente também, seja na forma de uma despensa adjacente ou de forma mais comum armários.

Apesar da principal função de uma cozinha ser cozinhar, ela pode também ser o centro de outras atividades, especialmente nos lares, dependendo de seu tamanho, mobília, e eletrodomésticos. Se uma máquina de lavar roupa está presente, lavar roupa e secar também é feito na cozinha (quando, em geral isto é feito na área de serviço). A cozinha pode ser também o lugar onde a família come, tendo espaço para isso. Em alguns casos, pode ser o lugar mais confortável da casa, onde a família e visitantes tendem a congregar.

## A evolução da cozinha

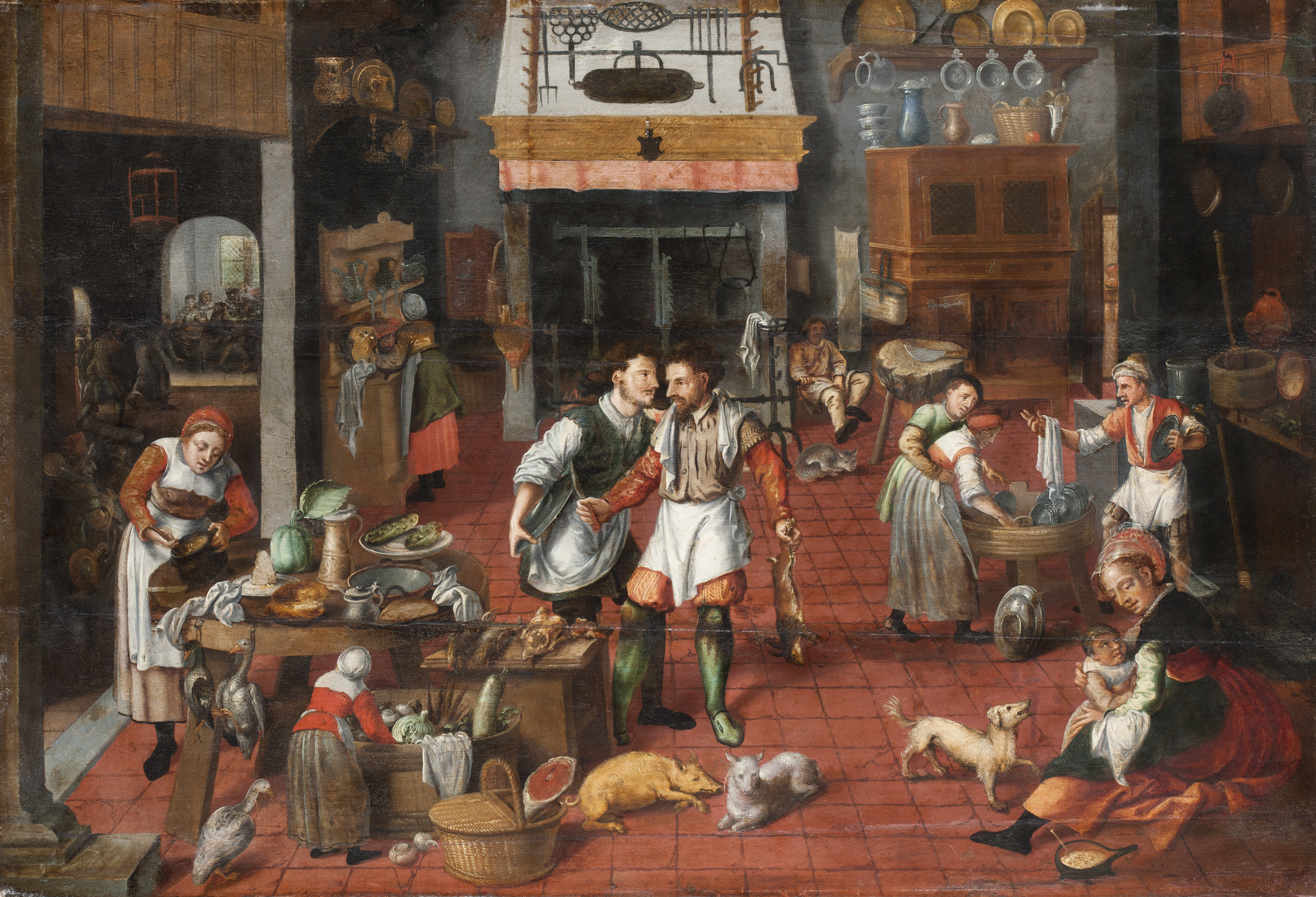
Interior de uma cozinha, cerca de 1565.

O desenvolvimento da cozinha está intrinsecamente ligado com o desenvolvimento da capacidade de cozinhar do fogão. Até o século XVIII, a fogueira era a única maneira de esquentar a comida, e a arquitetura da cozinha reflete isso. Quando avanços técnicos trouxeram novas formas de aquecer a comida nos séculos XVIII e XIX, os arquitetos tiraram vantagem da recém-adquirida flexibilidade para trazer mudanças fundamentais para a cozinha. A água na torneira foi somente se tornando gradualmente disponível durante a industrialização; antes, a água tinha que ser adquirida do poço mais próximo e esquentada na cozinha.

### Primórdios
As casas na Grécia Antiga eram normalmente as de tipo átrio: os quartos eram arranjados ao redor de um pátio. Em muitas casas assim, um pátio coberto se não aberto serviam como a cozinha. As casas dos ricos tinham a cozinha como um quarto separado, sempre próximo ao banheiro (para que ambos os cômodos pudessem ser aquecidos pelo fogo da cozinha), ambos os cômodos serem acessíveis do pátio. Em tais casas, era comum ter um cômodo de estocagem pequeno separado na parte de trás da cozinha usado para armazenar comida e utensílios de cozinha.
No Império Romano (ver: Gastronomia da Roma Antiga), pessoas comuns nas cidades não possuíam cozinhas próprias; eles cozinhavam seus alimentos em amplas cozinhas públicas. Alguns possuíam pequenos fogões móveis de bronze, onde o fogo podia ser aceso para cozinhar. Romanos ricos tinham cozinhas relativamente bem equipadas. Numa típica Villa Romana, a cozinha era integrada no prédio principal como um quarto separado, destacado por razões práticas (fumaça) e razões sociológicas (operada por escravos). O fogo era tipicamente aceso sobre o piso, colocado próximo às paredes (alguns tinham que se ajoelhar para cozinhar). Não havia chaminés.